# Abraham Gedalia Levin
Abraham Gedalia Levin, født omkring 1727 død 23 maj 1793, var en dansk overrabbiner. 
Abraham Gedalia Levin var overrabbiner i København fra 1778 efter Hirsch Samuel Levy som døde samme år, Gedalia Levin fungerede som overrabbiner til sin død 1793.
Abraham Gedalia Levins søn Rabbi Abraham Gedalia blev også overrabbiner i København. Abraham Gedalia Levin, var søn Arje Lob(1695-1785) som var rabbiner i Lokatstji i Volhynien. 
 Der er for få eller ingen kildehenvisninger i denne artikel, hvilket er et problem. Du kan hjælpe ved at angive troværdige kilder til de påstande, som fremføres i artiklen.